# Велики Дреновац
Велики Дреновац је насеље у Србији у општини Алексинац у Нишавском округу. Према попису из 2022. било је 351 становника (према попису из 1991. било је 605 становника).

## Демографија
У насељу Велики Дреновац живи 413 пунолетних становника, а просечна старост становништва износи 46,0 година (45,4 код мушкараца и 46,6 код жена). У насељу има 150 домаћинстава, а просечан број чланова по домаћинству је 3,22.
Ово насеље је скоро у потпуности насељено Србима (према попису из 2002. године), а у последња три пописа, примећен је пад у броју становника.
|  |

| Демографија | Демографија | Демографија |
| Година      | Становника  | Становника  |
| ----------- | ----------- | ----------- |
| 1948.       | 1.028       |             |
| 1953.       | 1.001       |             |
| 1961.       | 950         |             |
| 1971.       | 787         |             |
| 1981.       | 694         |             |
| 1991.       | 605         | 596         |
| 2002.       | 483         | 512         |

| Етнички састав према попису из 2002.‍ | Етнички састав према попису из 2002.‍ | Етнички састав према попису из 2002.‍ | Етнички састав према попису из 2002.‍ | Етнички састав према попису из 2002.‍ |
| ------------------------------------ | ------------------------------------ | ------------------------------------ | ------------------------------------ | ------------------------------------ |
|                                      |                                      |                                      |                                      |                                      |
| Срби                                 | Срби                                 |                                      | 479                                  | 99,17%                               |
| Руси                                 | Руси                                 |                                      | 3                                    | 0,62%                                |
| Македонци                            | Македонци                            |                                      | 1                                    | 0,20%                                |
| непознато                            | непознато                            |                                      | 0                                    | 0,0%                                 |

| Година пописа     | 1948. | 1953. | 1961. | 1971. | 1981. | 1991. | 2002. |
| ----------------- | ----- | ----- | ----- | ----- | ----- | ----- | ----- |
| Број домаћинстава | 199   | 199   | 214   | 196   | 189   | 171   | 150   |

| Број чланова      | 1  | 2  | 3  | 4  | 5  | 6  | 7 | 8 | 9 | 10 и више | Просек |
| ----------------- | -- | -- | -- | -- | -- | -- | - | - | - | --------- | ------ |
| Број домаћинстава | 31 | 37 | 22 | 21 | 17 | 16 | 3 | 2 | 0 | 1         | 3,22   |

| Пол    | Укупно | Неожењен/Неудата | Ожењен/Удата | Удовац/Удовица | Разведен/Разведена | Непознато |
| ------ | ------ | ---------------- | ------------ | -------------- | ------------------ | --------- |
| Мушки  | 208    | 40               | 143          | 20             | 5                  | 0         |
| Женски | 214    | 28               | 139          | 42             | 5                  | 0         |
| УКУПНО | 422    | 68               | 282          | 62             | 10                 | 0         |

| Пол    | Укупно                    | Пољопривреда, лов и шумарство | Рибарство                            | Вађење руде и камена | Прерађивачка индустрија       |
| ------ | ------------------------- | ----------------------------- | ------------------------------------ | -------------------- | ----------------------------- |
| Мушки  | 107                       | 26                            | 0                                    | 0                    | 31                            |
| Женски | 63                        | 33                            | 0                                    | 0                    | 15                            |
| УКУПНО | 170                       | 59                            | 0                                    | 0                    | 46                            |
| Пол    | Производња и снабдевање   | Грађевинарство                | Трговина                             | Хотели и ресторани   | Саобраћај, складиштење и везе |
| Мушки  | 2                         | 9                             | 3                                    | 0                    | 20                            |
| Женски | 0                         | 4                             | 1                                    | 0                    | 1                             |
| УКУПНО | 2                         | 13                            | 4                                    | 0                    | 21                            |
| Пол    | Финансијско посредовање   | Некретнине                    | Државна управа и одбрана             | Образовање           | Здравствени и социјални рад   |
| Мушки  | 0                         | 2                             | 7                                    | 1                    | 3                             |
| Женски | 0                         | 0                             | 0                                    | 2                    | 6                             |
| УКУПНО | 0                         | 2                             | 7                                    | 3                    | 9                             |
| Пол    | Остале услужне активности | Приватна домаћинства          | Екстериторијалне организације и тела | Непознато            | Непознато                     |
| Мушки  | 0                         | 0                             | 0                                    | 3                    | 3                             |
| Женски | 0                         | 0                             | 0                                    | 1                    | 1                             |
| УКУПНО | 0                         | 0                             | 0                                    | 4                    | 4                             |